# Нидерланды на «Евровидении-2008»
На конкурсе песни Евровидение 2008 Нидерланды представляла певица Хинд с песней «Your Heart Belongs To Me».

## Внутренний отбор
Канал NOS решил сам выбрать исполнителя на роль представителя Нидерландов на конкурсе песни Евровидение 2008. Кандидатур было много, но Hind была одной из самых популярных певиц в Нидерландах. Музыку написала сама Hind и ещё два композитора (Bas van den Heuvel, Tjeerd van Zanen), а слова тоже Hind и Tjeerd van Zanen. Презентация песни Your heart belongs to me 7 марта.

## Голосование

### В полуфинале
Так как певица Хинд из Нидерланд с песней Your heart belongs to me не смогла пройти в финал, то за неё голосовали только в первом полуфинале. Самое большое (8) баллов в полу-финале Нидерландам дала  Бельгия
| Голоса за исполнительницу из Нидерланд в первом полуфинале | Голоса за исполнительницу из Нидерланд в первом полуфинале |
| ---------------------------------------------------------- | ---------------------------------------------------------- |
| Оценка                                                     | Страны                                                     |
| 12                                                         | -                                                          |
| 10                                                         | -                                                          |
| 8                                                          | Бельгия                                                    |
| 7                                                          | Норвегия                                                   |
| 6                                                          | -                                                          |
| 5                                                          | -                                                          |
| 4                                                          | -                                                          |
| 3                                                          | Армения, Сан-Марино                                        |
| 2                                                          | Азербайджан                                                |
| 1                                                          | Израиль                                                    |

| Голоса телезрителей Нидерланд в первом полуфинале | Голоса телезрителей Нидерланд в первом полуфинале |
| ------------------------------------------------- | ------------------------------------------------- |
| Оценка                                            | Страна                                            |
| 12                                                | Армения                                           |
| 10                                                | Бельгия                                           |
| 8                                                 | Греция                                            |
| 7                                                 | Босния и Герцеговина                              |
| 6                                                 | Израиль                                           |
| 5                                                 | Норвегия                                          |
| 4                                                 | Азербайджан                                       |
| 3                                                 | Румыния                                           |
| 2                                                 | Россия                                            |
| 1                                                 | Ирландия                                          |

### В финале
| Голоса телезрителей Нидерланд в финале | Голоса телезрителей Нидерланд в финале |
| -------------------------------------- | -------------------------------------- |
| Оценка                                 | Страна                                 |
| 12                                     | Армения                                |
| 10                                     | Турция                                 |
| 8                                      | Сербия                                 |
| 7                                      | Босния и Герцеговина                   |
| 6                                      | Греция                                 |
| 5                                      | Португалия                             |
| 4                                      | Норвегия                               |
| 3                                      | Израиль                                |
| 2                                      | Азербайджан                            |
| 1                                      | Россия                                 |